# Saint-Père (Nièvre)
Saint-Père és un municipi francès, situat al departament del Nièvre i a la regió de Borgonya - Franc Comtat. L'any 2007 tenia 1.054 habitants.

## Demografia

### Població
El 2007 la població de fet de Saint-Père era de 1.054 persones. Hi havia 457 famílies, de les quals 116 eren unipersonals (36 homes vivint sols i 80 dones vivint soles), 189 parelles sense fills, 127 parelles amb fills i 25 famílies monoparentals amb fills.
La població ha evolucionat segons el següent gràfic:
Habitants censats

### Habitatges
El 2007 hi havia 554 habitatges, 463 eren l'habitatge principal de la família, 50 eren segones residències i 40 estaven desocupats. 526 eren cases i 27 eren apartaments. Dels 463 habitatges principals, 382 estaven ocupats pels seus propietaris, 78 estaven llogats i ocupats pels llogaters i 4 estaven cedits a títol gratuït; 3 tenien una cambra, 24 en tenien dues, 71 en tenien tres, 163 en tenien quatre i 204 en tenien cinc o més. 335 habitatges disposaven pel capbaix d'una plaça de pàrquing. A 204 habitatges hi havia un automòbil i a 228 n'hi havia dos o més.

### Piràmide de població
La piràmide de població per edats i sexe el 2009 era:
| Homes | Edats   | Dones |
| ----- | ------- | ----- |
| 0     | 95 o +  | 4     |
| 8     | 90 a 94 | 4     |
| 12    | 85 a 89 | 12    |
| 12    | 80 a 84 | 20    |
| 28    | 75 a 79 | 12    |
| 24    | 70 a 74 | 28    |
| 28    | 65 a 69 | 28    |
| 24    | 60 a 64 | 44    |
| 24    | 55 a 59 | 20    |
| 36    | 50 a 54 | 36    |
| 40    | 45 a 49 | 32    |
| 52    | 40 a 44 | 44    |
| 36    | 35 a 39 | 52    |
| 28    | 30 a 34 | 36    |
| 16    | 25 a 29 | 8     |
| 12    | 20 a 24 | 28    |
| 24    | 15 a 19 | 36    |
| 20    | 10 a 14 | 36    |
| 52    | 5 a 9   | 36    |
| 20    | 0 a 4   | 8     |

## Economia
El 2007 la població en edat de treballar era de 651 persones, 453 eren actives i 198 eren inactives. De les 453 persones actives 412 estaven ocupades (212 homes i 200 dones) i 41 estaven aturades (22 homes i 19 dones). De les 198 persones inactives 105 estaven jubilades, 46 estaven estudiant i 47 estaven classificades com a «altres inactius».

### Ingressos
El 2009 a Saint-Père hi havia 507 unitats fiscals que integraven 1.147 persones, la mediana anual d'ingressos fiscals per persona era de 18.562 €.

### Activitats econòmiques
Dels 34 establiments que hi havia el 2007, 1 era d'una empresa extractiva, 1 d'una empresa alimentària, 1 d'una empresa de fabricació d'altres productes industrials, 13 d'empreses de construcció, 3 d'empreses de comerç i reparació d'automòbils, 1 d'una empresa de transport, 2 d'empreses d'hostatgeria i restauració, 1 d'una empresa d'informació i comunicació, 7 d'empreses de serveis i 4 d'entitats de l'administració pública.
Dels 11 establiments de servei als particulars que hi havia el 2009, 2 eren paletes, 3 guixaires pintors, 3 fusteries, 2 lampisteries i 1 electricista.
Dels 2 establiments comercials que hi havia el 2009, 1 era una botiga de menys de 120 m² i 1 una llibreria.
L'any 2000 a Saint-Père hi havia 20 explotacions agrícoles que ocupaven un total de 1.305 hectàrees.

## Equipaments sanitaris i escolars
L'únic equipament sanitari que hi havia el 2009 era una ambulància.
El 2009 hi havia una escola elemental.

## Poblacions més properes
El següent diagrama mostra les poblacions més properes.